# رود وائوپس
رود وائوپس رودی است که به ریو نگرو می‌ریزد. این رود از کشورهای برزیل و کلمبیا می‌گذرد.